# Northfield (Ohio)
Pour les articles homonymes, voir Northfield.
Northfield est un village américain situé dans le comté de Summit, dans l'Ohio. Selon le recensement de 2010, sa population est de 3 677 habitants.